# Bilan Media
Bilan Media es un medio de comunicación creado e integrado únicamente por mujeres, es un equipo formado por seis periodistas de diferentes zonas de Somalia, conocidas como Las reporteras de Bilán. Su aparición se produjo el 11 de abril de 2022
Las periodistas de Bilan, nacidas en Somalia, tratan de visibilizan la desigualdad y la violencia de género que viven las mujeres somalíes, mediante una combinación de artículos y reportajes, utilizando diferentes soportes de comunicación como  prensa escrita, radio o televisión.
En 2024 Bilan Media ganó el premio a la libertad de prensa One World Media Freedom de Presnsa, que reconoce los trabajos periodísticos en el Sur Global.

## Contexto y proyecto
La difícil situación de las mujeres en Somalia, uno de los lugares más peligrosos del mundo, donde los derechos humanos están muy restringidos y el ejercicio del periodismo no es fácil y menos para las mujeres, las reporteras de Bilan han creado un  lugar de trabajo seguro, y un espacio donde poder elegir qué informar y cómo hacerlo. Bilan Media está siendo una guía no sólo para las mujeres periodistas sino también para el periodismo somalí.
Bilan Media es una plataforma independiente donde las mujeres deciden la temática de la que informan y cómo lo hacen. El proyecto comenzó su andadura el 11 de abril de 2022, financiado por el Programa de las Naciones Unidas para el Desarrollo, PNUD, con el objetivo de crear un espacio seguro frente a todas las formas de acoso que las mujeres periodistas de Somalia soportan en su día a día, tanto fuera como dentro de las redacciones.
La financiación PNUD se hace cargo de los salarios, el equipo, el espacio de oficina y el tiempo de transmisión de Bilan para sus reportajes en radio y televisión, con precios competitivos aplicados en el mercado local para periodismo e instalaciones, así como de la formación, la gestión, publicidad, recaudación de fondos y establecimiento de alianzas como con el Overseas Development Institute y la Fundación Marie Colvin.
Bilan Media tiene su sede en Mogadiscio en las oficinas de Dalsan Media Group que proporciona un espacio seguro para las periodistas, así como una plataforma de distribución de sus contenidos pero las reporteras trabajan con un control editorial completo.
Bilan, nombre que en somalí significa “brillante” y “claro”. 
En 2024 Bilan Media ganó el premio a la libertad de prensa One World Media Freedom de Presnsa, “Bilan impresionó al jurado por la repercusión que ha logrado en muy poco tiempo, tanto para su público objetivo en Somalia como a nivel internacional" 

## Objetivos
"Nuestro objetivo es descubrir las historias que no han sido contadas", tratar temas como la violencia doméstica, las reclusas, las niñas que se convierten en madres, enfermedades y vacunaciones, etc. en definitiva de temas vitales para las mujeres y para la sociedad pero que no se tratan en ningún otro medio de comunicación somalí. Las reporteras de Bilan han creado o estimulado el debate público sobre temas tabú en la sociedad somalí como, el VIH/sida, el albinismo, el autismo y la educación sobre higiene menstrual en las escuelas.
Las reporteras también han sacado a la luz a través de los testimonios de las mujeres los problemas de la infancia o el consumo de drogas ya sea en el entorno rural o en el urbano, cómo  afecta a la población la sequía, el hambre, la subida de los precios y el conflicto armado, con un enfoque diferente al facilitado por otros medios de comunicación.  
Los reportajes de Bilan trasladan las opiniones y perspectivas de las mujeres a una audiencia amplia, que antes no llegaba, facilitando la generación de debates e influir en la audiencia.  
Abrir espacios de trabajo para las mujeres en los medios de comunicación y en todas las profesiones.  
La reporteras han establecido relaciones de colaboración, difusión y formación con medios de comunicación como por ejemplo The Guardian, la BBC, Reuters, Le Monde, Okay Africa  o  El País, así como con diferentes universidades. 

## Las reporteras de Bilan
Debido a la dificultad que las mujeres periodistas tienen para desarrollar su trabajo en Somalia las reporteras de Bilan Media se ven obligadas a trabaja en grupos de dos o tres como medida de seguridad. En Somalia para las mujeres no es fácil formarse en una profesión pero es especialmente difícil ser periodista y ejercer como tal.
Las periodistas han recibido agresiones  y diferentes ataques de quienes creen que las mujeres no tienen lugar en los medios de comunicación, agresiones que se incrementaron durante el embarazo de la jefa de redacción de Bilan, Fathi Mohamed Ahmed.
Shukri Mohamed Abdi venció muchos barreras hasta convertirse en periodista. “Vengo de un clan rural que no quiere que ninguno de sus miembros se convierta en periodista, especialmente las mujeres jóvenes. Venimos del monte, donde el concepto de periodista no existe”  
El equipo de Bilan  está formado por:
- Hinda Abdi Mohamoud, a subdirectora. Nació en Jigjiga, estudió relaciones internacionales en la universidad Nueva Generación de Hargeisa.

- Kiin Hasan Fakat, reportera. Nació en Buale, en el sur de Somalia, huyó a Kenia al campo de refugiados de Dadaab. Estudió periodismo y trabajó como productora de radio y reportera en Kenia para la estación somalí Risala FM y la estación keniana Key FM. Kenia, posteriormente decidió regresar a Somalia.

- Shukri Mohamed Abdi, reportera. Nació en Baidoa, desde muy joven se dio cuenta de la necesidad de luchar por los derechos de las mujeres. Ha trabajado como técnica y reportera en Radio Baidoa, y como productora en la radio y televisión estatal del Suroeste.
- Farhio Mohamed Hussein, trabajó durante 10 años en Aman Radio y Hatuf Radio. Estudió Periodismo y Comunicación de Masas en la Universidad Moderna de Ciencia y Tecnología de Mogadishu, posteriormente trabajó como productora y editora para Dalsan Media Group y BBC Media Action.
- Nacima Saed
- Fathi Mohamed Ahmed